# Neem het gelijk
Neem het gelijk is een lied van het Syrisch-Nederlandse rapper Fatah. Het werd in 2022 als single uitgebracht.

## Achtergrond
Neem het gelijk is geschreven door Fatah en geproduceerd door Keyser Soze. Het is een nummer dat past in de genres nederhop en trap. In het lied rapt Fatah over hoe hij geld verdient en het gelijk weer uitgeeft. Het is de eerste solohit van Fatah uit 2022.

## Hitnoteringen
De rapper had bescheiden succes met het lied in Nederland. Het stond op de negentigste plaats van de Single Top 100 in de enige week dat het in deze hitlijst te vinden was. De Top 40 en haar Tipparade werden niet bereikt.